# 佐藤俊太郎
佐藤 俊太郎（さとう しゅんたろう、1972年 - ）は、日本の指揮者。

## 人物
宮城県仙台市出身。
ロンドン大学で政治学を、王立音楽院でヴァイオリンを学ぶ。
1996年にイギリス室内管弦楽団を指揮、准指揮者となる。2000年から2003年まで、フィンランドのクオピオ交響楽団の指揮者を務め、2枚の北欧音楽のCD録音を残す。
2003年母校王立音楽院とエリザベス女王から王立音楽院会員（ARAM）の称号を与えられた。
８年間のパリ在住を経て、2014年帰国。
これまで、ロンドン・フィルハーモニー管弦楽団、フィルハーモニア管弦楽団、ヘルシンキ・フィルハーモニー管弦楽団、フィンランド放送交響楽団、オランダ放送交響楽団、ボストン室内管弦楽団、プラハ・フィルハーモニアなどを指揮した。
日本では、札幌交響楽団、京都市交響楽団、読売日本交響楽団、新日本フィルハーモニー交響楽団、日本フィルハーモニー交響楽団、大阪フィルハーモニー交響楽団などに客演している。
白井光子らとのマーラーの「大地の歌」（シェーンベルクによる室内楽版）の演奏が評判となる。
ピンカス・ズーカーマン、ミッシャ・マイスキー、ナイジェル・ケネディら著名なソリストとの共演も多い。
2016年から2019年まで札幌交響楽団指揮者を務める。